# عدمية
العدمية (من اللاتينية: nihil، والتي تعني «لا شيء») هي مجموعة من وجهات النظر داخل الفلسفة التي ترفض الجوانب الأساسية المقبولة عمومًا أو الأساسية للوجود الإنساني، مثل المعرفة، والأخلاق، أو المعنى. وقد شاع هذا المصطلح من قبل إيفان تورغينيف وبشكل أكثر تحديدًا من خلال شخصيته بازاروف في رواية الآباء والبنون.
كانت هناك مواقف عدمية مختلفة، بما في ذلك أن القيم الإنسانية لا أساس لها، وأن الحياة لا معنى لها، وأن المعرفة مستحيلة، أو أن مجموعة معينة من الكيانات غير موجودة أو لا معنى لها أو لا هدف لها.
قد يعتبرها علماء العدمية مجرد تسمية طبقت على فلسفات منفصلة مختلفة، أو كمفهوم تاريخي متميز ناشئ عن الاسمية، والشكوكية، والتشاؤم الفلسفي، وكذلك ربما من المسيحية نفسها. ينبع الفهم المعاصر للفكرة إلى حد كبير من "أزمة العدمية" النيتشوية، والتي يستمد منها المفهومان المركزيان: تدمير القيم العليا ومعارضة توكيد الحياة. ومع ذلك، قد تكون الأشكال السابقة من العدمية أكثر انتقائية في إلغاء هيمنة معينة على الفكر الاجتماعي والأخلاقي والسياسي والجمالي.
يستخدم هذا المصطلح أحيانًا بالارتباط مع اللامعيارية لشرح المزاج العام للاكتئاب من عدم جدوى الوجود أو تعسف المبادئ الإنسانية والمؤسسات الاجتماعية. كما وصفت العدمية على أنها واضحة في فترات تاريخية معينة أو تشكلها. على سبيل المثال، جان بودريار وآخرون وصفوا ما بعد الحداثة بأنها حقبة عدمية أو نمط فكري. وبالمثل، ذكر بعض اللاهوتيين والشخصيات الدينية أن ما بعد الحداثة والعديد من جوانب الحداثة تمثل العدمية من خلال إنكار المبادئ الدينية. ومع ذلك، فقد نسبت العدمية على نطاق واسع إلى وجهات النظر الدينية وغير الدينية.
في الاستخدام الشائع، يشير المصطلح عادة إلى أشكال العدمية الوجودية، والتي بموجبها تكون الحياة بدون قيمة أو معنى أو غرض جوهري. تشمل المواقف البارزة الأخرى داخل العدمية رفض جميع وجهات النظر المعيارية والأخلاقية (§ العدمية الأخلاقية)، ورفض جميع المؤسسات الاجتماعية والسياسية (§ العدمية السياسية)، والموقف القائل بأنه لا يمكن للمعرفة أن تكون موجودة أو أنها موجودة بالفعل (§ العدمية المعرفية)، وعدد من المواقف الميتافيزيقية، التي تؤكد أن الأشياء غير المجردة غير موجودة (§ العدمية الميتافيزيقية)، وأن الأشياء المركبة غير موجودة (§ العدمية الميرولوجية)، أو حتى أن الحياة نفسها غير موجودة.

## علم أصل الكلمة والمصطلحات والتعريف

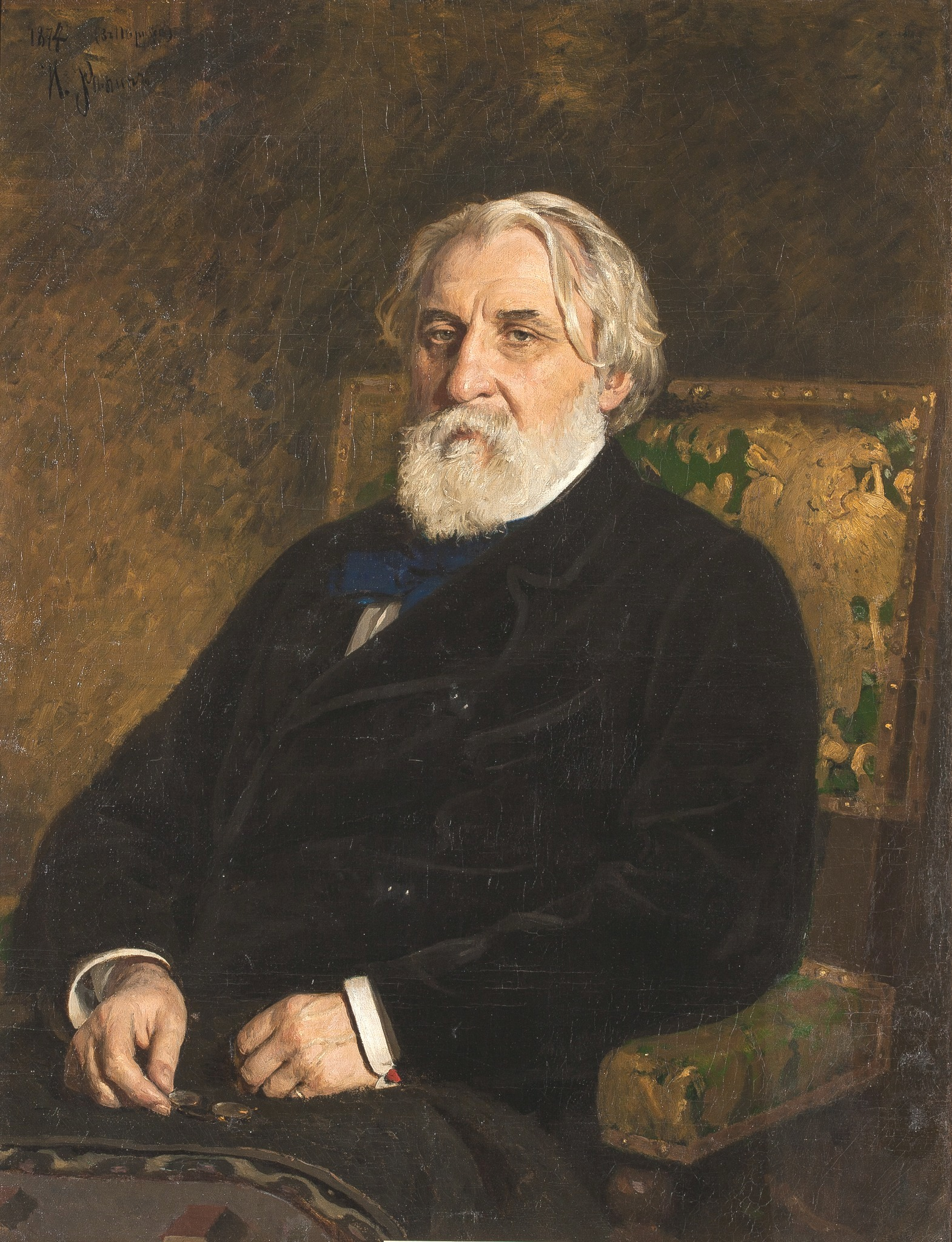
صورة للكاتب إيفان تورغينيف.

الأصل الاشتقاقي للعدمية هو الجذر اللاتيني لكلمة nihil، والتي تعني «لا شيء»، والتي توجد بالمثل في المصطلحات ذات الصلة annihilate، والتي تعني «الإفضاء إلى اللا شيء»، وnihility تعني «اللا وجود». ظهر مصطلح العدمية في عدة أماكن في أوروبا خلال القرن الثامن عشر، ولا سيما في الشكل الألماني Nihilismus، على الرغم من استخدامه أيضًا خلال العصور الوسطى للإشارة إلى أشكال معينة من الهرطقة. ظهر المفهوم نفسه لأول مرة في الفلسفة الروسية والألمانية، اللتين مثلتا على التوالي تيارين رئيسيين للخطاب حول العدمية قبل القرن العشرين. ومن المحتمل أن المصطلح دخل اللغة الإنجليزية من كلمة Nihilismus الألمانية أو كلمة nihilismus اللاتينية المتأخرة أو nihilisme الفرنسية.
عُثر على أمثلة مبكرة لاستخدام المصطلح في المنشورات الألمانية. في عام 1733، استخدمها الكاتب الألماني فريدريش ليبريشت جويتز كمصطلح أدبي مع noism (الألمانية: Neinismus). وفي الفترة المحيطة بالثورة الفرنسية، كان المصطلح أيضًا ازدراءً لبعض اتجاهات الحداثة المدمرة للقيم، أي إنكار المسيحية والتقاليد الأوروبية بشكل عام. دخلت العدمية الدراسة الفلسفية لأول مرة ضمن الخطاب المحيط بالفلسفات الكانطية وما بعد الكانطية، وظهرت بشكل ملحوظ في كتابات عالم الباطنية السويسري جاكوب هيرمان أوبيرت في عام 1787 والفيلسوف الألماني فريدريش هاينريش ياكوبي في عام 1799. وفي وقت مبكر من عام 1824، بدأ المصطلح يأخذ دلالة اجتماعية مع الصحفي الألماني يوزيف فون غوريس، وقد عزا ذلك إلى إنكار المؤسسات الاجتماعية والسياسية القائمة. ثم نُشرت الصيغة الروسية للكلمة، nigilizm (باللغة الروسية: нигилизм)، في عام 1829 عندما استخدمها نيكولاي ناديجدين بشكل مترادف مع الشكوكية. استمرت الكلمة بالحصول على دلالات اجتماعية كبيرة في الصحافة الروسية.
انتهى استخدام المصطلح تمامًا في جميع أنحاء أوروبا منذ عهد ياكوبي، حتى أعيد إحياؤه من قبل المؤلف الروسي إيفان تورغينيف، الذي جعل الكلمة تنتشر شعبيًا مع روايته الآباء والبنون عام 1862، ما دفع العديد من المفكرين إلى الاعتقاد بأنه صاغ المصطلح. تُعرِّف الشخصيات العدمية في الرواية نفسها على أنها أولئك الذين «ينكرون كل شيء»، والذين «لا يعتنقون أي مبدأ في الإيمان، ومهما يكن احترام هذا المبدأ»، والذين يعتبرون «في الوقت الحاضر، اللا وجود هو الأكثر فائدة من أي شيء». على الرغم من ميول تورغينيف المعادية للعدمية، فإن العديد من قرائه أخذوا بالمثل اسم العدميين، وبالتالي ينسبون إلى الحركة العدمية الروسية. بالعودة إلى الفلسفة الألمانية، جرت مناقشة العدمية بشكل أكبر من قبل الفيلسوف الألماني فريدريك نيتشه، الذي استخدم المصطلح لوصف تفكيك العالم الغربي للأخلاق التقليدية. بالنسبة إلى نيتشه، فإن العدمية تنطبق على كل من الاتجاهات الحديثة لتدمير القيم التي جرى التعبير عنها في «موت الله»، وكذلك ما رآه أن أخلاق المسيحية تنكر الحياة. وتحت تأثير نيتشه العميق، عولج المصطلح بعد ذلك في الفلسفة الفرنسية والفلسفة القارية على نطاق أوسع، بينما يمكن القول إن تأثير العدمية في روسيا استمر في العصر السوفيتي.
صرح علماء الدين مثل ألتيزر بأن العدمية يجب أن تُفهم بالضرورة من خلال علاقتها بالدين، وأن دراسة العناصر الأساسية في شخصيتها تتطلب اعتبارًا لاهوتيًا بشكل أساسي.

## التاريخ

### البوذية
ناقش بوذا مفهوم العدمية (563 قبل الميلاد إلى 483 قبل الميلاد)، كما هو مسجل في التيرافادا والماهايانا تريبيتاكا. تشير التريبيتاكا، المكتوبة في الأصل باللغة البالية، إلى العدمية باسم ناتثيكافادا وإلى وجهة النظر العدمية باسم ميتشاديتي. تصف العديد من السوترات الموجودة بداخلها تعدد وجهات النظر التي اعتنقتها طوائف مختلفة من الزاهدين عندما كان بوذا على قيد الحياة، والتي اعتبر بعضها عدمية من الناحية الأخلاقية. في "عقيدة العدمية" في أباناكا سوتا، يصف بوذا العدميين الأخلاقيين بأنهم يحملون وجهات النظر التالية:
- إن فعل العطاء لا يؤدي إلى أي نتائج مفيدة؛
- الأفعال الجيدة والسيئة لا تنتج أي نتائج؛
- بعد الموت، لا تولد الكائنات من جديد في العالم الحاضر أو في عالم آخر؛
- لا يوجد أحد في العالم يمكنه، من خلال المعرفة المباشرة، أن يؤكد أن الكائنات تولد من جديد في هذا العالم أو في عالم آخر.

ويذكر بوذا كذلك أن أولئك الذين يحملون هذه الآراء سوف يفشلون في رؤية الفضيلة في السلوك العقلي واللفظي والجسدي الجيد والمخاطر المقابلة في سوء السلوك، وبالتالي سوف يميلون نحو الأخير.

### ياكوبي
قدم مصطلح العدمية لأول مرة إلى الفلسفة من قبل فريدريش هاينريش ياكوبي (1743–1819)، الذي استخدم المصطلح لوصف العقلانية، وعلى وجه الخصوص حتمية سبينوزا وعصر التنوير، من أجل تنفيذ اختزال إلى العبث الذي بموجبه كل العقلانية (الفلسفة كنقد) تختزل إلى العدمية – وبالتالي يجب تجنبها واستبدالها بالعودة إلى نوع ما من الإيمان والوحي. كتب بريت دبليو ديفيس، على سبيل المثال:
المفهوم ذو الصلة ولكن المعارض هو الإيمانية، التي ترى أن العقل معادٍ وأدنى من الإيمان.

### كيركغور

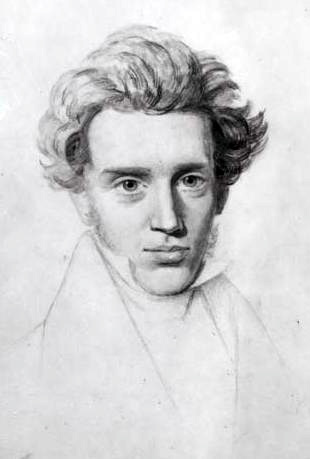
رسم غير مكتمل لسورين كيركغور على يد ابن عمه نيلز كريستيان كيركغور.

افترض سورين كيركغور (1813–1855) شكلاً مبكرًا من العدمية، والتي أشار إليها بالتسوية. لقد رأى التسوية على أنها عملية قمع الفردية إلى درجة يصبح فيها تفرد الفرد غير موجود ولا يمكن تأكيد أي شيء ذي معنى في وجود الفرد:
-العصر الحاضر، ترجمة ألكسندر درو. مقدمة من والتر كوفمان، 1962، ص 51-53.
جادل كيركغور، أحد المدافعين عن فلسفة الحياة، بشكل عام ضد التسوية وعواقبها العدمية، على الرغم من اعتقاده أنه سيكون "من التثقيف الحقيقي أن نعيش في عصر التسوية [لأن] الناس سيضطرون إلى مواجهة حكم [التسوية] وحدهم. يؤكد جورج كوتكين أن كيركغور كان ضد "توحيد وتسوية المعتقد، الروحي والسياسي على حد سواء، في القرن التاسع عشر"، وأن كيركغور "الميول المتعارضة في الثقافة الجماهيرية لتقليص الفرد إلى شفرة من التوافق والامتثال للرأي السائد." في أيامه، كانت التابلويد والمسيحية المرتدة أدوات للتسوية وساهمت في "العصر اللامبالي التأملي" في أوروبا في القرن التاسع عشر. يرى كيركغور أن الأفراد الذين يستطيعون التغلب على عملية التسوية هم أقوى بالنسبة لها، وأنها تمثل خطوة في الاتجاه الصحيح نحو "أن نصبح ذاتًا حقيقية". كما يجب علينا التغلب على التسوية، يرى هوبير دريفوس ويجادل جين روبين بأن اهتمام كيركغور، "في عصر العدمية بشكل متزايد، هو كيف يمكننا استعادة الإحساس بأن حياتنا ذات معنى".

### العدمية الروسية

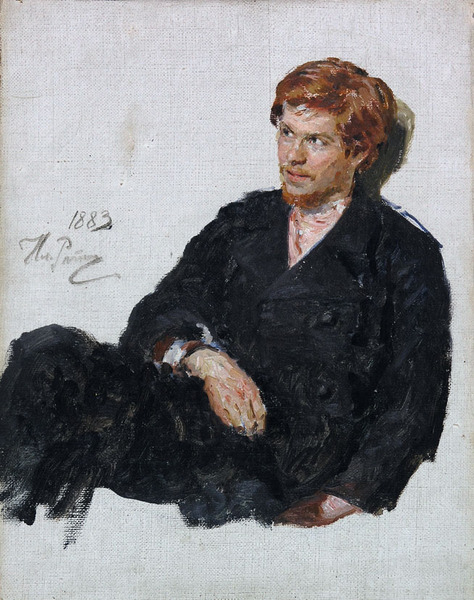
صورة لطالب عدمي بواسطة إيليا ريبين.

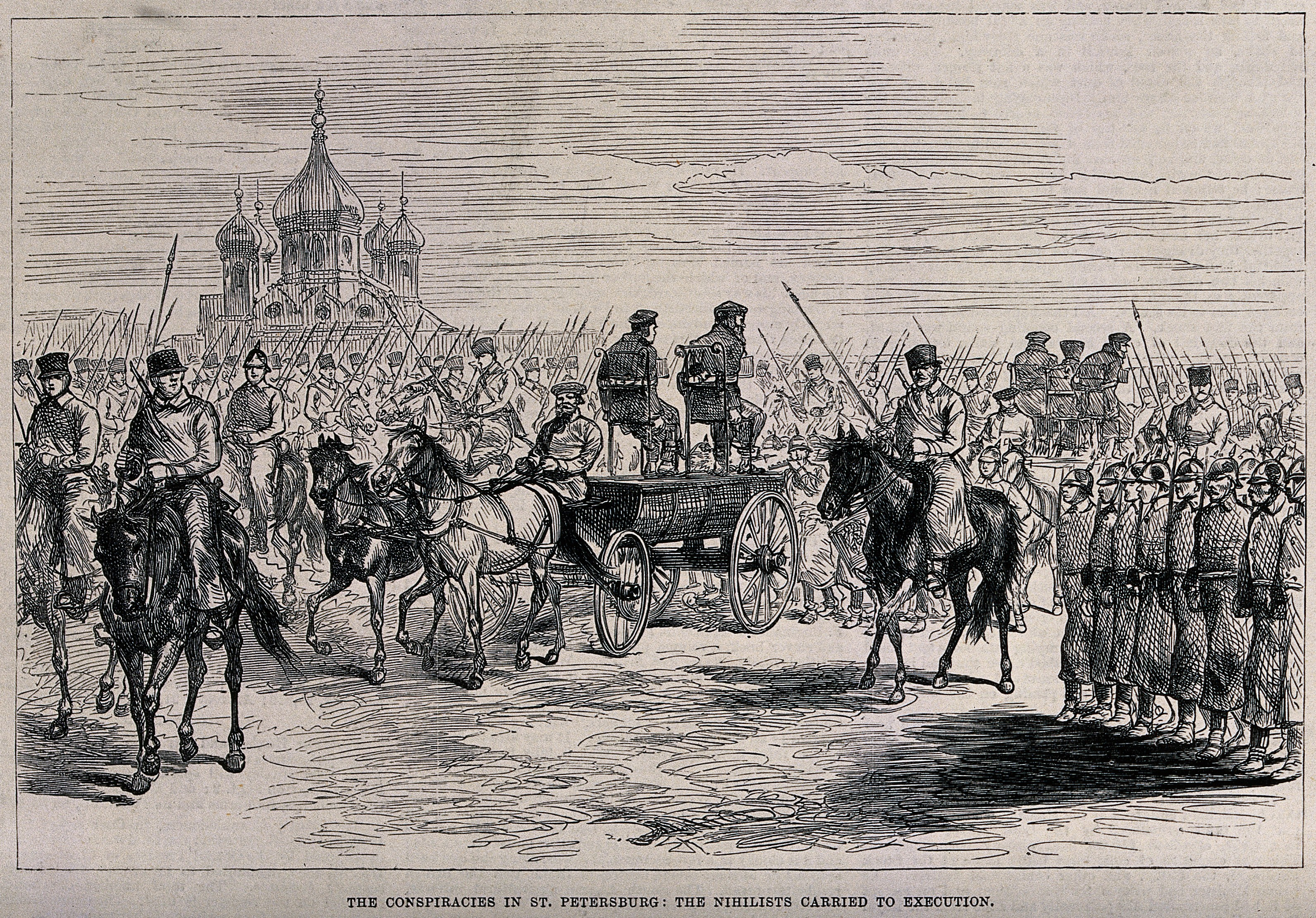
ربط عدميين روس ونقلهم إلى مكان إعدامهم في سانت بطرسبرغ.

من الفترة 1860-1917، كانت العدمية الروسية شكلًا ناشئًا من الفلسفة العدمية وحركة ثقافية واسعة تداخلت مع بعض الاتجاهات الثورية في تلك الحقبة، والتي غالبًا ما وصفت بشكل خاطئ بأنها شكل من أشكال الإرهاب السياسي. ركزت العدمية الروسية على انحلال القيم والمثل العليا القائمة، ودمجت نظريات الحتمية الصارمة، والإلحاد، والمادية، والوضعية، والأنانية العقلانية، مع رفض الميتافيزيقا، والعاطفية، والجمالية. ومن بين الفلاسفة البارزين في هذه المدرسة الفكرية نيكولاي تشيرنيشيفسكي وديمتري بيساريف.
يمكن إرجاع الأصول الفكرية للحركة العدمية الروسية إلى عام 1855 وربما قبل ذلك، حيث كانت في الأساس فلسفة ذات شكوك أخلاقية ومعرفية متطرفة. ومع ذلك، لم ينتشر اسم العدمية لأول مرة حتى عام 1862، عندما استخدم إيفان تورغينيف هذا المصطلح في روايته الشهيرة الآباء والبنون لوصف خيبة أمل جيل الشباب تجاه كل من التقدميين والتقليديين الذين سبقوهم، فضلا عن تجلياته في الرأي القائل بأن النفي وتدمير القيمة كانا ضروريين للغاية للظروف الحالية. وسرعان ما تبنت الحركة الاسم، على الرغم من الاستقبال القاسي الأولي للرواية بين المحافظين وجيل الشباب.
على الرغم من كونها عدمية ومتشككة فلسفيًا، إلا أن العدمية الروسية لم تنفي الأخلاق والمعرفة من جانب واحد كما قد يُفترض، كما أنها لم تتبنى اللامعنى بشكل لا لبس فيه. ومع ذلك، فقد تحدت الدراسات المعاصرة مساواة العدمية الروسية مع مجرد الشك، وبدلاً من ذلك حددتها على أنها حركة بروميثية في الأساس. بصفتهم دعاة متحمسين للإنكار، سعى العدميون إلى تحرير القوة البروميثيانية للشعب الروسي والتي رأوا أنها متجسدة في فئة من الأفراد النموذجيين، أو أنواع جديدة بكلماتهم الخاصة. هؤلاء الأفراد، وفقًا لبيساريف، عندما يحررون أنفسهم من كل سلطة يصبحون معفيين من السلطة الأخلاقية أيضًا، ويتميزون عن الرعاع أو الجماهير العامة.
تأثرت التفسيرات اللاحقة للعدمية بشدة بأعمال الأدب المناهض للعدمية، مثل أعمال فيودور دوستويفسكي، والتي نشأت ردًا على العدمية الروسية. "على النقيض من العدميين الفاسدين [في العالم الحقيقي]، الذين حاولوا تخدير حساسيتهم العدمية ونسيان أنفسهم من خلال الانغماس في الذات، فإن شخصيات دوستويفسكي تقفز طوعًا إلى العدمية وتحاول أن تكون على طبيعتها داخل حدودها."، يكتب الباحث المعاصر كيجي نيشيتاني.. "إن العدم المعبر عنه في "إذا لم يكن هناك إله، فكل شيء مباح"، أو "من بعدي الطوفان"، يوفر مبدأً يحاولون أن يعيشوا صدقه حتى النهاية. إنهم يبحثون عن طرق للذات ويجربونها لتبرير نفسه بعد زوال الله."

### نيتشه

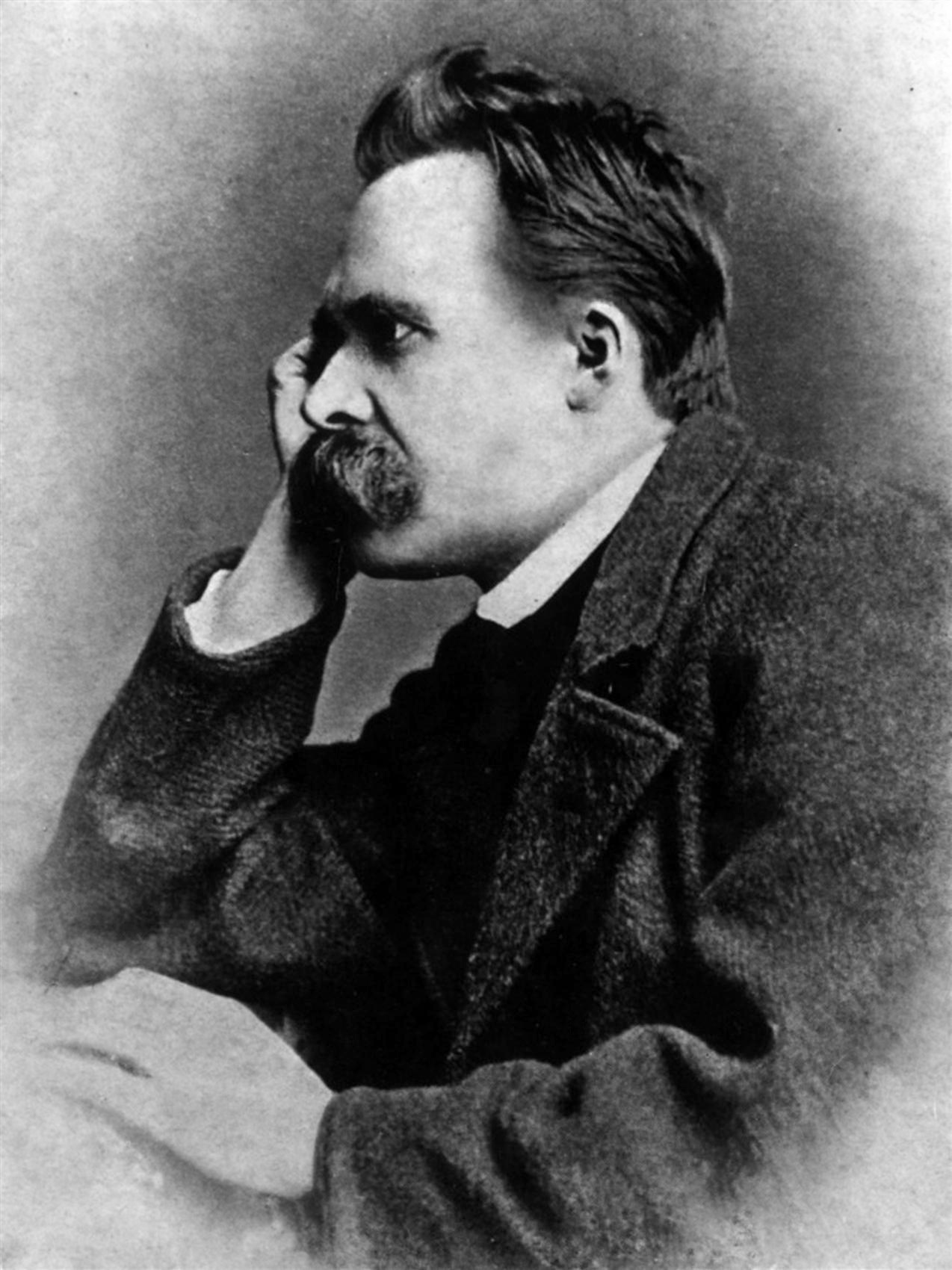
صورة لفريدريك نيتشه، 1882؛ واحدة من خمس صور التقطها المصور غوستاف شولتز، التقطت في أوائل سبتمبر 1882.

غالبًا ما ترتبط العدمية بالفيلسوف الألماني فريدريك نيتشه، الذي قدم تشخيصًا تفصيليًا للعدمية باعتبارها ظاهرة واسعة الانتشار في الثقافة الغربية. على الرغم من أن هذا المفهوم يظهر بشكل متكرر في جميع أعمال نيتشه، إلا أنه يستخدم هذا المصطلح بطرق متنوعة، بمعاني ودلالات مختلفة.
فيما يتعلق بتطور فكر نيتشه، فقد لوحظ في الأبحاث أنه على الرغم من تعامله مع موضوعات "العدمية" منذ عام 1869 فصاعدًا ("التشاؤم والنيرفانا والعدم واللاوجود")، فقد حدث استخدام مفاهيمي للعدمية للمرة الأولى في ملاحظات مكتوبة بخط اليد في منتصف عام 1880. وكان ذلك وقت العمل العلمي الذي حظي بشعبية كبيرة آنذاك والذي أعاد بناء ما يسمى بـ"العدمية الروسية" على أساس تقارير الصحف الروسية حول الحوادث العدمية. هذه المجموعة من المواد، المنشورة في ثلاث طبعات، لم تكن معروفة لجمهور عريض من القراء الألمان فحسب، بل يمكن إثبات تأثيرها على نيتشه أيضًا.
تصف كارين كار توصيف نيتشه للعدمية بأنها "حالة من التوتر، وعدم التناسب بين ما نريد أن نقدره (أو نحتاجه) وكيف يبدو العالم وكأنه يعمل".:25 عندما نكتشف أن العالم لا يعمل. إذا امتلكت القيمة الموضوعية أو المعنى الذي تريد أن تمتلكه أو أنك تؤمن به منذ زمن طويل، فإننا نجد أنفسنا في أزمة. يؤكد نيتشه أنه مع تراجع المسيحية وصعود الانحطاط الفسيولوجي، أصبحت العدمية في الواقع من سمات العصر الحديث، على الرغم من أنه يشير إلى أن صعود العدمية لا يزال غير مكتمل وأنه لم يتم التغلب عليه بعد. على الرغم من أن مشكلة العدمية أصبحت واضحة بشكل خاص في دفاتر نيتشه (المنشورة بعد وفاته)، إلا أنها مذكورة مرارًا وتكرارًا في أعماله المنشورة وترتبط ارتباطًا وثيقًا بالعديد من المشكلات المذكورة هناك.
وصف نيتشه العدمية بأنها إفراغ العالم، وخاصة الوجود الإنساني، من المعنى أو الهدف أو الحقيقة المفهومة أو القيمة الأساسية. تنبع هذه الملاحظة جزئيًا من منظورية نيتشه، أو فكرته القائلة بأن "المعرفة" تكون دائمًا بواسطة شخص ما لشيء ما: فهي دائمًا مرتبطة بالمنظور، وهي ليست مجرد حقيقة على الإطلاق. بل هناك تفسيرات نفهم من خلالها العالم ونعطيه معنى. الترجمة الفورية شيء لا يمكننا الاستغناء عنه؛ في الواقع، هو شرط الذاتية. إحدى طرق تفسير العالم هي من خلال الأخلاق، باعتبارها إحدى الطرق الأساسية التي يفهم بها الناس العالم، خاصة فيما يتعلق بأفكارهم وأفعالهم. يميز نيتشه بين الأخلاق القوية أو الصحية، بمعنى أن الشخص المعني يدرك أنه يبنيها بنفسه، من الأخلاق الضعيفة، حيث يتم إسقاط التفسير على شيء خارجي.
يناقش نيتشه المسيحية، وهي أحد الموضوعات الرئيسية في عمله، باستفاضة في سياق مشكلة العدمية في دفاتر ملاحظاته، في فصل بعنوان "العدمية الأوروبية". ويذكر هنا أن العقيدة الأخلاقية المسيحية توفر للناس قيمة جوهرية، الإيمان بالله (الذي يبرر الشر في العالم) وأساس المعرفة الموضوعية. بهذا المعنى، في بناء عالم تكون فيه المعرفة الموضوعية ممكنة، تكون المسيحية ترياقًا ضد الشكل البدائي للعدمية، ضد اليأس من اللامعنى. ومع ذلك، فإن عنصر الصدق في العقيدة المسيحية هو بالضبط ما يدمرها: ففي سعيها نحو الحقيقة، تجد المسيحية نفسها في النهاية بناءًا يؤدي إلى انحلالها. ولذلك يقول نيتشه إننا تجاوزنا المسيحية "ليس لأننا عشنا بعيدًا عنها، بل لأننا عشنا قريبًا جدًا منها". وعلى هذا النحو، يشكل التحلل الذاتي للمسيحية شكلاً آخر من أشكال العدمية. لأن المسيحية كانت تفسيرًا طرح نفسه على أنه تفسير، يقول نيتشه أن هذا الانحلال يؤدي إلى ما هو أبعد من الشك إلى عدم الثقة في كل المعنى.:41–2
يحدد ستانلي روزين مفهوم نيتشه للعدمية بحالة من اللامعنى، حيث "كل شيء مباح". ووفقا له، فإن فقدان القيم الميتافيزيقية العليا الموجودة على النقيض من الواقع الأساسي للعالم، أو مجرد الأفكار الإنسانية، يؤدي إلى فكرة أن جميع الأفكار البشرية لا قيمة لها. وبالتالي فإن رفض المثالية يؤدي إلى العدمية، لأن المثل العليا المماثلة فقط هي التي ترقى إلى المعايير السابقة التي لا يزال العدمي يتمسك بها ضمنيًا. إن عجز المسيحية عن العمل كمصدر لتقييم العالم ينعكس في قول نيتشه الشهير عن الرجل المجنون في العلم المرح. إن موت الله، ولا سيما عبارة "قتلناه"، يشبه الانحلال الذاتي للعقيدة المسيحية: بسبب التقدم في العلوم، الذي يوضح لنيتشه أن الإنسان هو نتاج التطور، وأن الأرض ليس لها مكان مميز بين النجوم، وأن التاريخ ليس تقدميًا، فإن المفهوم المسيحي عن الله لم يعد قادرًا على العمل كأساس للأخلاق.
أحد ردود الفعل على فقدان المعنى هو ما يسميه نيتشه العدمية السلبية، والتي يعترف بها في فلسفة شوبنهاور المتشائمة. تدعو عقيدة شوبنهاور، والتي يشير إليها نيتشه أيضًا بالبوذية الغربية، إلى فصل النفس عن الإرادة والرغبات من أجل تقليل المعاناة. يصف نيتشه هذا الموقف بأنه "إرادة العدم"، حيث تنصرف الحياة عن نفسها، حيث لا يوجد شيء ذو قيمة يمكن العثور عليه في العالم. هذا الحذف من كل قيمة في العالم هو سمة من سمات العدمي، على الرغم من أن العدمي يبدو غير متسق في هذا: هذه "إرادة العدم" لا تزال شكلاً من أشكال التقييم أو الرغبة. ويصف هذا بأنه "تناقض من جانب العدميين":
— فريدريك نيتشه،KSA 12:9 [60]، إرادة القوة، القسم 585، ترجمة والتر كوفمان.
إن علاقة نيتشه بمشكلة العدمية هي علاقة معقدة. وهو يقترب من مشكلة العدمية باعتبارها مشكلة شخصية للغاية، موضحًا أن مأزق العالم الحديث هذا هو مشكلة "أصبحت واعية" لديه. وفقا لنيتشه، فقط عندما يتم التغلب على العدمية يمكن للثقافة أن يكون لها أساس حقيقي تزدهر عليه. ولم يكن يرغب في تعجيل مجيئه إلا ليتمكن أيضًا من تعجيل خروجه النهائي.
ويذكر أن هناك على الأقل إمكانية ظهور نوع آخر من العدمية في أعقاب التحلل الذاتي للمسيحية، نوع لا يتوقف بعد تدمير كل القيمة والمعنى ويستسلم للعدم التالي. ومن ناحية أخرى، فإن هذه العدمية البديلة "النشيطة" تدمر تمهيد المجال لبناء شيء جديد. هذا الشكل من العدمية وصفه نيتشه بأنه "علامة على القوة"، وهو تدمير متعمد للقيم القديمة لمسح اللوح النظيف ووضع معتقدات وتفسيرات خاصة بالفرد، على عكس العدمية السلبية التي تستسلم للقيم القديمة. تحلل القيم القديمة. هذا التدمير المتعمد للقيم والتغلب على حالة العدمية من خلال بناء معنى جديد، هذه العدمية النشطة، يمكن أن تكون مرتبطة بما يسميه نيتشه في مكان آخر بالروح الحرة:43–50  أو الإنسان الأعلى من هكذا تكلم زرادشت ونقيض المسيح، نموذج الفرد القوي الذي يطرح قيمه الخاصة ويعيش حياته كما لو كانت عمله الفني. ومع ذلك، قد يتم التساؤل عما إذا كانت “العدمية النشطة” هي بالفعل المصطلح الصحيح لهذا الموقف، ويتساءل البعض عما إذا كان نيتشه يأخذ المشاكل التي تطرحها العدمية على محمل الجد بما فيه الكفاية.

#### التفسير الهايدغري لنيتشه
أثر تفسير مارتن هايدغر لنيتشه على العديد من مفكري ما بعد الحداثة الذين بحثوا في مشكلة العدمية كما طرحها نيتشه. في الآونة الأخيرة فقط تلاشى تأثير هايدغر على أبحاث العدمية النيتشوية. في وقت مبكر من ثلاثينيات القرن العشرين، كان هايدغر يلقي محاضرات حول فكر نيتشه. ونظرًا لأهمية مساهمة نيتشه في موضوع العدمية، فإن تفسير هايدغر المؤثر لنيتشه مهم للتطور التاريخي لمصطلح العدمية.
من الواضح أن أسلوب هايدغر في البحث عن نيتشه وتعليمه هو أسلوبه الخاص. إنه لا يحاول على وجه التحديد تقديم نيتشه على أنه نيتشه. إنه يحاول بدلاً من ذلك دمج أفكار نيتشه في نظامه الفلسفي الخاص بالوجود والزمن والوجود. في كتابه العدمية كما يحددها تاريخ الوجود (1944–46)، يحاول هايدغر فهم عدمية نيتشه على أنها محاولة لتحقيق النصر من خلال التقليل من قيمة القيم العليا، حتى ذلك الحين. إن مبدأ هذا التخفيض، بحسب هايدغر، هو إرادة القوة. إن إرادة القوة هي أيضًا مبدأ كل تقييم سابق للقيم. كيف يحدث هذا التخفيض ولماذا هذا عدمي؟ أحد انتقادات هايدغر الرئيسية للفلسفة هو أن الفلسفة، وبشكل أكثر تحديدًا الميتافيزيقا، نسيت التمييز بين التحقيق في فكرة الوجود (seiende) والوجود (Sein). يرى هايدغر أن تاريخ الفكر الغربي يمكن اعتباره تاريخ الميتافيزيقا. علاوة على ذلك، ولأن الميتافيزيقا نسيت أن تسأل عن مفهوم الوجود (ما يسميه هايدغر Seinsvergessenheit)، فهو تاريخ عن تدمير الوجود. ولهذا السبب يدعو هايدغر الميتافيزيقا بالعدمية. وهذا يجعل ميتافيزيقة نيتشه ليست انتصارًا على العدمية، بل هي كمال لها.
هايدغر، في تفسيره لنيتشه، مستوحى من أفكار إرنست يونغر. يمكن العثور على العديد من الإشارات إلى يونغر في محاضرات هايدغر عن نيتشه. على سبيل المثال، في رسالة إلى رئيس جامعة فرايبورغ بتاريخ 4 نوفمبر 1945، حاول هايدغر، مستلهمًا من يونغر، شرح فكرة "موت الإله" باعتبارها "حقيقة إرادة القوة". يشيد هايدغر أيضًا بيونغر لدفاعه عن نيتشه ضد القراءة البيولوجية أو الأنثروبولوجية خلال الحقبة النازية.
أثر تفسير هايدغر لنيتشه على عدد من مفكري ما بعد الحداثة المهمين. ويشير جياني فاتيمو إلى حركة ذهاب وإياب في الفكر الأوروبي، بين نيتشه وهايدغر. خلال ستينيات القرن العشرين، بدأت "النهضة" النيتشوية، وبلغت ذروتها في أعمال مازينو مونتيناري وجورجيو كولي. بدأوا العمل على طبعة جديدة وكاملة من أعمال نيتشه المجمعة، مما جعل نيتشه في متناول البحث العلمي. يوضح فاتيمو أنه مع هذه الطبعة الجديدة من كولي ومونتيناري، بدأ يتشكل استقبال نقدي لتفسير هايدغر لنيتشه. مثل غيره من الفلاسفة الفرنسيين والإيطاليين المعاصرين، لا يريد فاتيمو، أو يريد ذلك جزئيًا فقط، الاعتماد على هايدغر لفهم نيتشه. من ناحية أخرى، يرى فاتيمو أن نوايا هايدغر حقيقية بما يكفي لمواصلة متابعتها. الفلاسفة الذين يمثلهم فاتيمو كجزء من هذه الحركة ذهابًا وإيابًا هم الفلاسفة الفرنسيون دولوز وفوكو ودريدا. الفلاسفة الإيطاليون من هذه الحركة نفسها هم كاتشاري وسيفيرينو ونفسه. يورغن هابرماس، جان فرانسوا ليوتار وريتشارد رورتي هم أيضًا فلاسفة متأثرون بتفسير هايدغر لنيتشه.

#### التفسير الدولوزي لنيتشه
يختلف تفسير جيل دولوز لمفهوم نيتشه عن العدمية -إلى حد ما- على النقيض تمامًا من التعريف المعتاد. العدمية هي واحدة من المواضيع الرئيسية في كتاب دولوز المبكر نيتشه والفلسفة (1962). هناك، يفسر دولوز بشكل متكرر عدمية نيتشه على أنها “مشروع إنكار الحياة وتقليل قيمة الوجود”. وبالتالي فإن العدمية التي عرفت على هذا النحو ليست إنكارًا للقيم العليا، أو إنكار المعنى، ولكنها بالأحرى التقليل من قيمة الحياة باسم هذه القيم أو المعنى الأعلى. لذلك يقول دولوز (مع نيتشه كما يزعم) إن المسيحية والأفلاطونية، ومعهما كل الميتافيزيقا، عدمية في جوهرها.

### حركة ما بعد الحداثة
لقد شكك فكر ما بعد الحداثة وما بعد البنيوية في الأسس ذاتها التي أسست عليها الثقافات الغربية "حقائقها": المعرفة والمعنى المطلقان، و"لامركزية" التأليف، وتراكم المعرفة الإيجابية، والتقدم التاريخي، وبعض المُثُل والممارسات الإنسانية والتنويرية.

#### دريدا
جاك دريدا، الذي ربما يُوصف تفكيكه بالعدمية في أغلب الأحيان، لم يقم بنفسه بالحركة العدمية التي ادعاها الآخرون. يرى التفكيكيون من أتباع دريدا أن هذا النهج يحرر النصوص أو الأفراد أو المنظمات من الحقيقة المقيدة، وأن التفكيك يفتح إمكانية وجود طرق أخرى للوجود. على سبيل المثال، تستخدم غاياتري شاكرافورتي سبيفاك التفكيكية لخلق أخلاقيات الانفتاح على المعرفة الغربية لصوت التابع والفلسفات خارج نطاق النصوص الغربية. بنى دريدا نفسه فلسفة مبنية على "المسؤولية تجاه الآخر". وبالتالي، لا يمكن النظر إلى التفكيك باعتباره إنكارًا للحقيقة، بل باعتباره إنكارًا لقدرتنا على معرفة الحقيقة. وهذا يعني أنها تقدم ادعاءً معرفيًا، مقارنة بالادعاء الوجودي للعدمية.

#### ليوتار
يرى ليوتار أنه بدلاً من الاعتماد على حقيقة موضوعية أو طريقة موضوعية لإثبات الادعاءات، يقوم الفلاسفة بإضفاء الشرعية على حقائقهم بالإشارة إلى قصة عن العالم لا يمكن فصلها عن العصر والنظام الذي تنتمي إليه القصص - أشار إليها ليوتار باسم الروايات الفوقية. ثم يواصل بعد ذلك تعريف حالة ما بعد الحداثة بأنها تتميز برفض كل من هذه السرديات الفوقية وعملية إضفاء الشرعية عليها من خلال السرديات الفوقية. يؤدي هذا المفهوم لعدم استقرار الحقيقة والمعنى إلى اتجاه العدمية، على الرغم من أن ليوتار لم يصل إلى حد اعتناق الأخيرة.
وبدلاً من السرديات الفوقية، قمنا بإنشاء ألعاب لغوية جديدة من أجل إضفاء الشرعية على ادعاءاتنا التي تعتمد على العلاقات المتغيرة والحقائق القابلة للتغيير، والتي لا يتمتع أي منها بامتياز على الآخر في التحدث إلى الحقيقة المطلقة.

#### بودريار
كتب مُنظِّر ما بعد الحداثة جان بودريار لفترة وجيزة عن العدمية من وجهة نظر ما بعد الحداثة في كتابه التصور والمحاكاة. لقد تمسك بشكل أساسي بموضوعات تفسيرات العالم الحقيقي عبر المحاكاة التي يتكون منها العالم الحقيقي. كانت استخدامات المعنى موضوعًا مهمًا في مناقشة بودريار للعدمية:

## المواقف الفلسفية
منذ القرن التاسع عشر، شملت العدمية مجموعة من المواقف في مختلف مجالات الفلسفة. كل واحد منهم، كما تقول الموسوعة البريطانية، "أنكر وجود حقائق أو قيم أخلاقية حقيقية، ورفض إمكانية المعرفة أو التواصل، وأكد على اللامعنى المطلق أو اللاهدف للحياة أو الكون".
- العدمية الكونية هي الموقف القائل بأن الواقع أو الكون إما غير مفهوم كليًا أو إلى حد كبير غير معقول وأنه لا يوفر أي أساس للأهداف والمبادئ الإنسانية.[3] على وجه الخصوص، قد يعتبر الكون معاديًا أو غير مبالٍ للإنسانية بشكل واضح.[94] وغالبًا ما يرتبط بكل من العدمية المعرفية والوجودية، وكذلك المذهب الكوني.
- العدمية المعرفية هي شكل من أشكال الشك الفلسفي الذي بموجبه لا توجد المعرفة، أو، إذا كانت موجودة، فهي بعيدة المنال بالنسبة للبشر. لا ينبغي الخلط بينها وبين القابلية للتخطيئية المعرفية، والتي بموجبها تكون كل المعرفة غير مؤكدة.
- العدمية الوجودية هي الموقف القائل بأن الحياة ليس لها معنى أو قيمة جوهرية.[3] فيما يتعلق بالكون، تفترض العدمية الوجودية أن إنسانًا واحدًا أو حتى الجنس البشري بأكمله لا أهمية له، بلا هدف، ومن غير المرجح أن يتغير في مجمل الوجود. نستكشف انعدام معنى الحياة إلى حد كبير في المدرسة الفلسفية الوجودية، حيث يمكن للمرء أن يخلق معناه أو غرضه الشخصي. في الاستخدام الشائع، تشير "العدمية" الآن بشكل شائع إلى أشكال العدمية الوجودية.
- العدمية الميتافيزيقية هي الموقف القائل بأن الأشياء الملموسة والبنيات المادية قد لا توجد في العالم الممكن، أو أنه حتى لو كانت هناك عوالم محتملة تحتوي على بعض الأشياء الملموسة، فهناك على الأقل عالم يحتوي على أشياء مجردة فقط.
  - العدمية الميتافيزيقية المتطرفة، والتي تسمى أحيانًا العدمية الأنطولوجية، هي الموقف القائل بأنه لا يوجد شيء في الواقع على الإطلاق.[95][96] يعرّف قاموس التراث الأمريكي الطبي أحد أشكال العدمية بأنه "شكل متطرف من الشكوكية الذي ينكر الوجود كله".[97] يمكن العثور على شك مماثل فيما يتعلق بالعالم الملموس في الذاتوية. ومع ذلك، على الرغم من حقيقة أن كلا وجهتي النظر تنكران يقين الوجود الحقيقي للأشياء، فإن العدمي ينكر وجود الذات، في حين يؤكد الذاتاني وجوده.[98] يعتبر كلا الموقفين من أشكال مناهضة الواقعية.
  - العدمية الميرولوجية، وتسمى أيضًا العدمية التركيبية، هي الموقف الميتافيزيقي القائل بأن الأشياء ذات الأجزاء المناسبة غير موجودة. ينطبق هذا الوضع على الأشياء الموجودة في المكان، وكذلك على الأشياء الموجودة في الزمان، والتي يُفترض أنها لا تحتوي على أجزاء زمنية. وبدلاً من ذلك، لا توجد سوى وحدات البناء الأساسية بدون أجزاء، وبالتالي فإن العالم الذي نراه ونختبره، مليء بالأشياء ذات الأجزاء، هو نتاج سوء الفهم البشري (أي، إذا تمكنا من الرؤية بوضوح، فلن ندرك الأشياء المركبة). يجب أن يرتكز هذا التفسير للوجود على القرار: إن القرار الذي يرى به البشر ويدركون "الأجزاء غير المناسبة" من العالم ليس حقيقة موضوعية للواقع، بل هو بالأحرى سمة ضمنية لا يمكن استكشافها والتعبير عنها إلا بشكل نوعي. لذلك، لا توجد طريقة يمكن الجدال فيها لتخمين أو قياس صحة العدمية الميرولوجية. على سبيل المثال، يمكن أن تضيع نملة على جسم أسطواني كبير لأن محيط الجسم كبير جدًا بالنسبة للنملة بحيث تشعر النملة بشكل فعال كما لو أن الجسم ليس له انحناء. وبالتالي، فإن الدقة التي تنظر بها النملة إلى العالم الذي توجد به هو عامل حاسم مهم في كيفية تجربة النملة لهذا الشعور "داخل العالم".
- العدمية الأخلاقية هو موقف الأخلاقيات الفوقية القائل بأنه لا توجد أخلاق أو أخلاقيات على الإطلاق؛ ولذلك، لا يوجد أي عمل أفضل أخلاقيا من أي عمل آخر. تختلف العدمية الأخلاقية عن كل من النسبية الأخلاقية والتعبيرية من حيث أنها لا تعترف بالقيم المبنية اجتماعيًا كأخلاق شخصية أو ثقافية. قد يختلف أيضًا عن المواقف الأخلاقية الأخرى داخل العدمية، فبدلاً من القول بعدم وجود أخلاق، ترى أنه إذا كانت موجودة، فهي بناء بشري وبالتالي مصطنعة، حيث يكون أي معنى وكل المعنى نسبيًا لمختلف النتائج المحتملة. وجهة نظر علمية بديلة هي أن العدمية الأخلاقية هي أخلاق في حد ذاتها. يكتب كوبر: “بالمعنى الأوسع لكلمة “الأخلاق”، فإن العدمية الأخلاقية هي أخلاق".[99]
- العدمية السلبية والفعالة والتي تعادل أيضًا التشاؤم الفلسفي، تشير إلى نهجين للفكر العدمي؛ العدمية السلبية ترى أن العدمية غاية في حد ذاتها، في حين تحاول العدمية الفعالة تجاوزها. بالنسبة لنيتشه، فإن العدمية السلبية تلخص أيضًا “إرادة اللا شيء” والحالة الحديثة من الاستسلام أو عدم الوعي تجاه انحلال القيم العليا الذي أحدثه القرن التاسع عشر.[31][100]
- العدمية السياسية هو الموقف الذي لا يحمل أي أهداف سياسية على الإطلاق، باستثناء التدمير الكامل لجميع المؤسسات السياسية القائمة، إلى جانب المبادئ والقيم والمؤسسات الاجتماعية التي تدعمها.[101] على الرغم من ارتباطها في كثير من الأحيان باللاسلطوية، إلا أنها قد تختلف من حيث أنها لا تقدم أي طريقة للتنظيم الاجتماعي بعد حدوث نفي للبنية السياسية الحالية. قدم تحليل للعدمية السياسية بشكل أكبر من قبل ليو شتراوس.[102]
- العدمية العلاجية وتسمى أيضًا العدمية الطبية، وهي الموقف القائل بأن فعالية التدخلات الطبية مشكوك فيها أو لا أساس لها من الصحة.[103] من خلال التعامل مع فلسفة العلوم من حيث صلتها بالتمييز السياقي للبحث الطبي، يطبق جاكوب ستيجنجا مبرهنة بايز على البحث الطبي ويجادل حول الفرضية القائلة بأنه "حتى عندما يقدم دليل على فرضية تتعلق بفعالية التدخل الطبي، فإننا يجب أن يكون لدينا ثقة منخفضة في هذه الفرضية."[104][105]

## في الثقافة والفنون والإعلام

### الدادية
استخدم مصطلح الدادية لأول مرة من قبل ريتشارد هويلسنبيك وتريستان تزارا في عام 1916. نشأت هذه الحركة، التي استمرت من عام 1916 إلى عام 1923 تقريبًا، خلال الحرب العالمية الأولى، وهو الحدث الذي أثر على الفنانين. بدأت حركة الدادية في البلدة القديمة في زيورخ في سويسرا -المعروفة باسم "نيدردورف"- في مقهى فولتير. ادعى الداديون أن الدادية لم تكن حركة فنية، ولكنها حركة مناهضة للفن، وتستخدم أحيانًا الأشياء التي عثر عليها بطريقة مشابهة للشعر الموجود.
هذا الميل نحو التقليل من قيمة الفن قاد الكثيرين إلى الادعاء بأن الدادية كانت في الأساس حركة عدمية. ونظرًا لأن الدادية خلقت وسائلها الخاصة لتفسير منتجاتها، فمن الصعب تصنيفها جنبًا إلى جنب مع معظم التعبيرات الفنية المعاصرة الأخرى. بسبب الغموض الملحوظ، فقد صنفت على أنها طريقة تسوية مؤقتة.

### الأدب
لقد انتشر مصطلح "العدمية" فعليًا في عام 1862 على يد إيفان تورغينيف في روايته "الآباء والبنون"، التي كان بطلها، بازاروف، عدميًا وقام بتجنيد العديد من أتباع هذه الفلسفة. وجد طرقه العدمية تتحدى الوقوع في الحب.
صوّر أنطون تشيخوف العدمية عند كتابة مؤلفه الأخوات الثلاث. غالبًا ما تنطق عبارة "ما الذي يهم" أو أشكال مختلفة منها بواسطة عدة أحرف ردًا على الأحداث؛ تشير أهمية بعض هذه الأحداث إلى اشتراك الشخصيات المذكورة في العدمية كنوع من استراتيجية المواجهة.
غالبًا ما يُشار إلى الأفكار الفلسفية للمؤلف الفرنسي، ماركيز دي ساد، كأمثلة مبكرة للمبادئ العدمية.

### الوسائط

ملصق فيلم مختل أمريكي، ويظهر في الملصق الشخصية الرئيسية باتريك بيتمان من أداء كريستيان بيل.

يمكن رؤية الميول التدميرية الذاتية وغير الأخلاقية في كثير من الأحيان للنظرة العدمية للعالم في العديد من وسائل الإعلام اليوم، بما في ذلك الأفلام والبرامج التلفزيونية.
يعرض باتريك بيتمان في رواية بريت إيستون إيليس عام 1991 بعنوان مختل أمريكي وفيلم مقتبس عام 2000 العدمية الأخلاقية والوجودية. طوال الفيلم، لا يخجل بيتمان من القتل أو التعذيب لتحقيق أهدافه. وعندما يدرك الشر في أفعاله يحاول الاعتراف ويتحمل العقوبة على أفعاله الإجرامية.
فيل كونورز في الفيلم الكوميدي عام 1993 يوم جراوندهوج يطور ميولًا عدمية وجودية بالقرب من منتصف الفيلم. نظرًا لأنه يعيش في نفس اليوم عددًا لا يحصى من المرات غير المعلنة، فإنه ينزلق إلى الاكتئاب ويحاول الانتحار بعدة طرق مختلفة. سوف يلجأ أيضًا إلى اختطاف بونكسوتاوني فيل، وهو جرذ الأرض الذي ينسب إليه الفضل في أيام حلقاته، ويقود سيارته من الهاوية، مما يؤدي إلى مقتل كلاهما.
يعتقد فنسنت، الخصم الرئيسي لفيلم كولاتيرال عام 2004، أن الحياة ليس لها معنى لأن الطبيعة البشرية شريرة في جوهرها، وأن الناس في أعماقهم لا يهتمون إلا بأنفسهم.
في فيلم 2022 كل شيء في كل مكان دفعة واحدة، توصلت الخصم الرئيسي، جوبو توباكي، إلى استنتاج عدمي وجودي مفاده أن الفوضى اللامتناهية للكون المتعدد تعني أنه لا يوجد سبب للاستمرار في الوجود. إنها تظهر عدميتها من خلال إنشاء "كل شيء بايغل" يشبه الثقب الأسود حيث ستدمر نفسها وبقية الكون المتعدد. اقتنعت والدتها إيفلين لفترة وجيزة بمنطقها لكنها دحضته بعد ذلك لصالح نظرة أكثر إيجابية تعتمد على قيمة العلاقات الإنسانية والاختيار.
في لعبة فيديو 2023، هونكاي: ستار رايل، تلعب الشخصيات التي تعتقد أن المصير النهائي للكون المتعدد هو العدم، وبالتالي لا قيمة لها.

### الاستشهادات
1. ↑  Crosby، Donald A. (1998). "Nihilism". Routledge Encyclopedia of Philosophy. Taylor and Francis. DOI:10.4324/9780415249126-N037-1. ISBN:9780415250696. As its name implies (from Latin nihil, 'nothing'), philosophical nihilism is a philosophy of negation, rejection, or denial of some or all aspects of thought or life.
2. ↑  Deleuze، Gilles (1962). Nietzsche and Philosophy. ترجمة: Tomlinson، Hugh. London: The Athlone Press (نُشِر في 1983). ISBN:978-0-231-13877-2. Nietzsche calls the enterprise of denying life and depreciating existence nihilism.
3. 1 2 3  Veit، Walter (2018). "Existential Nihilism: The Only Really Serious Philosophical Problem". Journal of Camus Studies: 211–236. DOI:10.13140/RG.2.2.26965.24804. مؤرشف من الأصل في 2023-10-12.
4. ↑    - Crosby، Donald A. (1998). "Nihilism". Routledge Encyclopedia of Philosophy. Taylor and Francis. DOI:10.4324/9780415249126-N037-1. ISBN:9780415250696. As its name implies (from Latin nihil, 'nothing'), philosophical nihilism is a philosophy of negation, rejection, or denial of some or all aspects of thought or life.
  - Pratt، Alan. "Nihilism". موسوعة الإنترنت للفلسفة. مؤرشف من الأصل في 2010-04-12. Nihilism is the belief that all values are baseless and that nothing can be known or communicated. It is often associated with extreme pessimism and a radical skepticism that condemns existence.
  - "Nihilism". Encyclopædia Britannica. 3 يناير 2024. مؤرشف من الأصل في 2024-01-19. In the 20th century, nihilism encompassed a variety of philosophical and aesthetic stances that, in one sense or another, denied the existence of genuine moral truths or values, rejected the possibility of knowledge or communication, and asserted the ultimate meaninglessness or purposelessness of life or of the universe.
  - Harper, Douglas. "nihilism". قاموس علم اشتقاق الألفاظ.
5. 1 2 3  آلان برات. "Nihilism." موسوعة الإنترنت للفلسفة. "Nihilism | Internet Encyclopedia of Philosophy". مؤرشف من الأصل في 2010-04-12. اطلع عليه بتاريخ 2003-08-26.{{استشهاد ويب}}:  صيانة الاستشهاد: BOT: original URL status unknown (link).
6. ↑  "The Meaning of Life#Nihilism". Stanford Encyclopedia of Philosophy. مؤرشف من الأصل في 2024-05-04. اطلع عليه بتاريخ 2020-08-03.
7. 1 2 3  ter Borg، Meerten B. (1988). "The Problem of Nihilism: A Sociological Approach". Sociological Analysis. ج. 49 ع. 1: 1–16. DOI:10.2307/3711099. JSTOR:3711099.
8. 1 2    - Gillespie، Michael Allen (1996). Nihilism Before Nietzsche. University of Chicago Press. ISBN:9780226293486.
  - Deleuze، Gilles (1983) [1962]. Nietzsche and Philosophy. ترجمة: Tomlinson، Hugh. London: The Athlone Press. ISBN:978-0-231-13877-2.
9. ↑  Gillespie، Michael Allen (1996). Nihilism Before Nietzsche. University of Chicago Press. ISBN:9780226293486.
10. ↑    - Gillespie، Michael Allen (1996). Nihilism Before Nietzsche. University of Chicago Press. ISBN:9780226293486.
  - Petrov، Kristian (2019). "'Strike out, right and left!': a conceptual-historical analysis of 1860s Russian nihilism and its notion of negation". Stud East Eur Thought. ج. 71 ع. 2: 73–97. DOI:10.1007/s11212-019-09319-4. S2CID:150893870.
11. ↑  Cited in Woodward, Ashley. 2002. "Nihilism and the Postmodern in Vattimo's Nietzsche." Minerva 6. ISSN 1393-614X. Archived from the original on 2010-04-05.
12. ↑  Baudrillard, Jean. 1993. "Game with Vestiges." In Baudrillard Live, edited by M. Gane.
13. ↑  Baudrillard, Jean. [1981] 1994. "On Nihilism." In التصور والمحاكاة, translated by S. F. Glasser.
14. ↑  See:   - Toynbee, Arnold J. 1963. دراسة للتاريخ (كتاب) VIII & IX;
  - Mills, C. Wright. 1959. The Sociological Imagination;
  - Bell, Daniel. 1976. The Cultural Contradictions of Capitalism.
15. ↑  See: Rose, Gillian. 1984. Dialectic of Nihilism; Carr, Karen L.  [لغات أخرى]‏ 1988. The Banalization of Nihilism; Pope John-Paul II. 1995. Evangelium vitae: Il valore e l'inviolabilita delta vita umana. Milan: Paoline Editoriale Libri."
16. ↑  Leffel، Jim؛ Dennis McCallum. "The Postmodern Challenge: Facing the Spirit of the Age". Christian Research Institute. مؤرشف من الأصل في 2006-08-19. ...the nihilism and loneliness of postmodern culture...
17. ↑  Phillips، Robert (1999). "Deconstructing the Mass". Latin Mass Magazine ع. Winter. مؤرشف من الأصل في 2004-04-17. For deconstructionists, not only is there no truth to know, there is no self to know it and so there is no soul to save or lose." and "In following the Enlightenment to its logical end, deconstruction reaches nihilism. The meaning of human life is reduced to whatever happens to interest us at the moment...
18. ↑  آلان برات. "Existential Nihilism | Nihilism." موسوعة الإنترنت للفلسفة. "Nihilism | Internet Encyclopedia of Philosophy". مؤرشف من الأصل في 2010-04-12. اطلع عليه بتاريخ 2003-08-26.{{استشهاد ويب}}:  صيانة الاستشهاد: BOT: original URL status unknown (link): Existential nihilism is "the notion that life has no intrinsic meaning or value, and it is, no doubt, the most commonly used and understood sense of the word today."
19. ↑  Nihility. Merriam-Webster. مؤرشف من الأصل في 2024-04-19. اطلع عليه بتاريخ 2020-11-04. {{استشهاد بموسوعة}}: تجاهل المحلل الوسيط |معجم= لأنه غير معروف (مساعدة)
20. 1 2  "Nichilismo". Enciclopedia Italiana: Enciclopedia online (بالإيطالية). Treccani: Istituto della Enciclopedia Italiana. Archived from the original on 2024-01-14. Retrieved 2020-10-30.
21. ↑  "Nihilism". Encyclopædia Britannica. 3 يناير 2024. مؤرشف من الأصل في 2024-01-19. The term is an old one, applied to certain heretics in the Middle Ages.
22. ↑  "nihilism". قاموس أوكسفورد الإنجليزي (ط. الثالثة). مطبعة جامعة أكسفورد. سبتمبر 2005.
23. ↑  Gloy, Karen (2014). "Nihilismus–Pessimismus". Zwischen Glück und Tragik (بالألمانية). Wilhelm Fink. pp. 145–200. DOI:10.30965/9783846756454_007. ISBN:9783846756454.
24. ↑    - Klemme، Heiner F.؛ Kuehn، Manfred، المحررون (2010). "Obereit, Jacob Hermann". Continuum. ISBN:9780199797097. {{استشهاد بموسوعة}}: الوسيط |title= غير موجود أو فارغ (مساعدة) وتجاهل المحلل الوسيط |معجم= لأنه غير معروف (مساعدة)
  - di Giovanni، George. "Friedrich Heinrich Jacobi". في Zalta، Edward N. (المحرر). The Stanford Encyclopedia of philosophy (ط. Fall 2008). مؤرشف من الأصل في 2013-12-02.
25. ↑  Harper, Douglas. "nihilism". قاموس علم اشتقاق الألفاظ.
26. ↑  "Nihilism". Encyclopædia Britannica. 3 يناير 2024. مؤرشف من الأصل في 2024-01-19. In Russian literature, nihilism was probably first used by N.I. Nadezhdin, in an 1829 article in the Messenger of Europe, in which he applied it to Aleksandr Pushkin. Nadezhdin, as did V.V. Bervi in 1858, equated nihilism with skepticism. Mikhail Nikiforovich Katkov, a well-known conservative journalist who interpreted nihilism as synonymous with revolution, presented it as a social menace because of its negation of all moral principles.
27. ↑  Gillespie، Michael Allen (1996). Nihilism Before Nietzsche. University of Chicago Press. ص. 110. ISBN:9780226293486.
28. ↑    - Frank، Joseph (1995). Dostoevsky: The Miraculous Years, 1865–1871. دار نشر جامعة برنستون. ISBN:0-691-01587-2. For it was Bazarov who had first declared himself to be a "Nihilist" and who announced that, "since at the present time, negation is the most useful of all," the Nihilists "deny—everything."
  - Turgenev، Ivan. "Chapter 5". Fathers and Sons. ترجمة: Constance Garnett. A nihilist is a man who does not bow down before any authority, who does not take any principle on faith, whatever reverence that principle may be enshrined in.
29. ↑  Petrov، Kristian (2019). "'Strike out, right and left!': a conceptual-historical analysis of 1860s Russian nihilism and its notion of negation". Stud East Eur Thought. ج. 71 ع. 2: 73–97. DOI:10.1007/s11212-019-09319-4. S2CID:150893870.
30. ↑  "Nihilism". Encyclopædia Britannica. 3 يناير 2024. مؤرشف من الأصل في 2024-01-19. The term was famously used by Friedrich Nietzsche to describe the disintegration of traditional morality in Western society.
31. 1 2 3 4  Carr, Karen L.  [لغات أخرى]‏ 1992. The Banalisation of Nihilism. Albany: State University of New York Press.
32. 1 2  Deleuze، Gilles (1983) [1962]. Nietzsche and Philosophy. ترجمة: Tomlinson، Hugh. London: The Athlone Press. ISBN:978-0-231-13877-2.
33. ↑    - Ramos، Alice (1996). "Triumph of the Will". The Review of Politics. ج. 58 ع. 1: 181–184. DOI:10.1017/S0034670500051779. S2CID:181941969.
  - Altizer، Thomas J. J. (1997). "Review: Nihilism before Nietzsche by Michael Allen Gillespie and Metaphysics by Michel Haar & Michael Gendre". The Journal of Religion. University of Chicago Press. ج. 77 ع. 2: 328–330. DOI:10.1086/490005. JSTOR:1205805.
34. ↑  Altizer، Thomas J. J. (1997). "Review: Nihilism before Nietzsche by Michael Allen Gillespie and Metaphysics by Michel Haar & Michael Gendre". The Journal of Religion. University of Chicago Press. ج. 77 ع. 2: 328–330. DOI:10.1086/490005. JSTOR:1205805.
35. ↑  "Buddhists celebrate birth of Gautama Buddha". HISTORY. مؤرشف من الأصل في 2019-09-02. اطلع عليه بتاريخ 2020-04-07.
36. ↑  بيكو بوذي. "Pali-English Glossary" and "Index of Subjects." In The Connected Discourses of the Buddha: A New Translation of the Samyutta Nikkaya.
37. 1 2  Bhikkhu Ñāṇamoli  [لغات أخرى]‏, and بيكو بوذي, trans. "Apannaka Sutta." In The Middle Length Discourses of the Buddha. Note 425.
38. ↑  di Giovanni, George. "Friedrich Heinrich Jacobi". plato.stanford.edu (بالإنجليزية). Retrieved 2022-07-14.
39. ↑  Davis, Bret W. 2004. "Zen After Zarathustra: The Problem of the Will in the Confrontation Between Nietzsche and Buddhism." Journal of Nietzsche Studies 28:89–138. p. 107.
40. ↑  Dreyfus، Hubert (2004). "Kierkegaard on the Internet: Anonymity vs. Commitment in the Present Age". Berkeley.edu. مؤرشف من الأصل في 2013-12-22.
41. 1 2  Hannay, Alastair. Kierkegaard, p. 289.
42. ↑  Cotkin, George. Existential America, p. 59.
43. ↑  Kierkegaard, Søren. The Present Age, translated by Alexander Dru. Foreword by Walter Kaufmann.
44. ↑  Kierkegaard, Søren. 1849. The Sickness Unto Death.
45. ↑  Barnett, Christopher. Kierkegaard, Pietism, and Holiness, p. 156.
46. ↑  Wrathall, Mark, et al. Heidegger, Authenticity, and Modernity. p. 107.
47. ↑    - "Nihilism". Encyclopædia Britannica. 3 يناير 2024. مؤرشف من الأصل في 2025-01-04. Nihilism, (from Latin nihil, "nothing"), originally a philosophy of moral and epistemological skepticism that arose in 19th-century Russia during the early years of the reign of Tsar Alexander II.
  - Pratt، Alan. "Nihilism". Internet Encyclopedia of Philosophy. مؤرشف من الأصل في 2025-01-05. In Russia, nihilism became identified with a loosely organized revolutionary movement (C.1860-1917) that rejected the authority of the state, church, and family.
  - Lovell، Stephen (1998). "Nihilism, Russian". Routledge Encyclopedia of Philosophy. Taylor and Francis. DOI:10.4324/9780415249126-E072-1. ISBN:9780415250696. Nihilism was a broad social and cultural movement as well as a doctrine.
48. ↑  "Nihilism". Encyclopædia Britannica. 3 يناير 2024. مؤرشف من الأصل في 2025-01-04. The philosophy of nihilism then began to be associated erroneously with the regicide of Alexander II (1881) and the political terror that was employed by those active at the time in clandestine organizations opposed to absolutism.
49. ↑    - Petrov، Kristian (2019). "'Strike out, right and left!': a conceptual-historical analysis of 1860s Russian nihilism and its notion of negation". Stud East Eur Thought. ج. 71 ع. 2: 73–97. DOI:10.1007/s11212-019-09319-4. S2CID:150893870.
  - Scanlan، James P. (1999). "The Case against Rational Egoism in Dostoevsky's Notes from Underground". Journal of the History of Ideas. University of Pennsylvania Press. ج. 60 ع. 3: 553–554. DOI:10.2307/3654018. JSTOR:3654018. مؤرشف من الأصل في 2024-12-12.
50. ↑  Lovell، Stephen (1998). "Nihilism, Russian". Routledge Encyclopedia of Philosophy. Taylor and Francis. DOI:10.4324/9780415249126-E072-1. ISBN:9780415250696. The major theorists of Russian Nihilism were Nikolai Chernyshevskii and Dmitrii Pisarev, although their authority and influence extended well beyond the realm of theory.
51. ↑    - Lovell، Stephen (1998). "Nihilism, Russian". Routledge Encyclopedia of Philosophy. Taylor and Francis. DOI:10.4324/9780415249126-E072-1. ISBN:9780415250696. Russian Nihilism is perhaps best regarded as the intellectual pool of the period 1855–66 out of which later radical movements emerged.
  - Nishitani، Keiji (1990). McCormick، Peter J. (المحرر). The Self-Overcoming of Nihilism. ترجمة: Graham Parkes؛ with Setsuko Aihara. State University of New York Press. ISBN:0791404382. Nihilism and anarchism, which for a while would completely dominate the intelligentsia and become a major factor in the history of nineteenth-century Russia, emerged in the final years of the reign of Alexander I.
52. ↑  "Nihilism". Encyclopædia Britannica. 3 يناير 2024. مؤرشف من الأصل في 2025-01-04. Nihilism, (from Latin nihil, "nothing"), originally a philosophy of moral and epistemological skepticism that arose in 19th-century Russia during the early years of the reign of Tsar Alexander II.
53. ↑    - Petrov، Kristian (2019). "'Strike out, right and left!': a conceptual-historical analysis of 1860s Russian nihilism and its notion of negation". Stud East Eur Thought. ج. 71 ع. 2: 73–97. DOI:10.1007/s11212-019-09319-4. S2CID:150893870. Even so, the term nihilism did not become popular until Turgenev published F&C in 1862. Turgenev, a sorokovnik (an 1840s man), used the term to describe "the children", the new generation of students and intellectuals who, by virtue of their relation to their fathers, were considered šestidesjatniki.
  - "Nihilism". Encyclopædia Britannica. مؤرشف من الأصل في 2025-01-04. It was Ivan Turgenev, in his celebrated novel Fathers and Sons (1862), who popularized the term through the figure of Bazarov the nihilist.
  - "Fathers and Sons". Encyclopædia Britannica. مؤرشف من الأصل في 2024-12-27. Fathers and Sons concerns the inevitable conflict between generations and between the values of traditionalists and intellectuals.
  - Edie، James M.؛ Scanlan، James؛ Zeldin، Mary-Barbara (1994). Russian Philosophy Volume II: The Nihilists, The Populists, Critics of Religion and Culture. University of Tennessee Press. ص. 3. The "fathers" of the novel are full of humanitarian, progressive sentiments ... But to the "sons," typified by the brusque scientifically minded Bazarov, the "fathers" were concerned too much with generalities, not enough with the specific material evils of the day.
54. ↑  Frank، Joseph (1995). Dostoevsky: The Miraculous Years, 1865–1871. دار نشر جامعة برنستون. ISBN:0-691-01587-2. For it was Bazarov who had first declared himself to be a "Nihilist" and who announced that, "since at the present time, negation is the most useful of all," the Nihilists "deny—everything."
55. ↑    - "Fathers and Sons". Encyclopædia Britannica. مؤرشف من الأصل في 2024-12-27. At the novel's first appearance, the radical younger generation attacked it bitterly as a slander, and conservatives condemned it as too lenient
  - "Fathers and Sons". Novels for Students. مؤرشف من الأصل في 2023-07-09. اطلع عليه بتاريخ 2020-08-11 – عبر Encyclopedia.com. When he returned to Saint Petersburg in 1862 on the same day that young radicals—calling themselves "nihilists"—were setting fire to buildings.
56. ↑    - "Nihilism". Encyclopædia Britannica. 3 يناير 2024. مؤرشف من الأصل في 2025-01-04. Originally a philosophy of moral and epistemological skepticism that arose in 19th-century Russia during the early years of the reign of Tsar Alexander II.
  - Petrov، Kristian (2019). "'Strike out, right and left!': a conceptual-historical analysis of 1860s Russian nihilism and its notion of negation". Stud East Eur Thought. ج. 71 ع. 2: 73–97. DOI:10.1007/s11212-019-09319-4. S2CID:150893870. Russian nihilism did not imply, as one might expect from a purely semantic viewpoint, a universal "negation" of ethical normativity, the foundations of knowledge or the meaningfulness of human existence.
57. ↑  Gillespie، Michael Allen (1996). Nihilism Before Nietzsche. University of Chicago Press. ص. 139. ISBN:9780226293486. This nihilist movement was essentially Promethean."; "It has often been argued that Russian nihilism is little more than skepticism or empiricism. While there is a certain plausibility to this assertion, it ultimately fails to capture the millenarian zeal the characterized Russian nihilism. These nihilists were not skeptics but passionate advocates of negation and liberation.
58. ↑    - Gillespie، Michael Allen (1996). Nihilism Before Nietzsche. University of Chicago Press. ص. 139, 143–144. ISBN:9780226293486. These nihilists were not skeptics but passionate advocates of negation and liberation."; "While the two leading nihilist groups disagreed on details, they both sought to liberate the Promethean might of the Russian people"; "The nihilists believed that the prototypes of this new Promethean humanity already existed in the cadre of the revolutionary movement itself.
  - Petrov، Kristian (2019). "'Strike out, right and left!': a conceptual-historical analysis of 1860s Russian nihilism and its notion of negation". Stud East Eur Thought. ج. 71 ع. 2: 73–97. DOI:10.1007/s11212-019-09319-4. S2CID:150893870. These "new types", to borrow Pisarev's designation
59. ↑  Frank، Joseph (1995). Dostoevsky: The Miraculous Years, 1865–1871. دار نشر جامعة برنستون. ISBN:0-691-01587-2.
60. ↑  Petrov، Kristian (2019). "'Strike out, right and left!': a conceptual-historical analysis of 1860s Russian nihilism and its notion of negation". Stud East Eur Thought. ج. 71 ع. 2: 73–97. DOI:10.1007/s11212-019-09319-4. S2CID:150893870.
61. ↑  Nishitani، Keiji (1990). McCormick، Peter J. (المحرر). The Self-Overcoming of Nihilism. ترجمة: Graham Parkes؛ with Setsuko Aihara. State University of New York Press. ص. 132. ISBN:0791404382.
62. ↑  Elisabeth Kuhn. Nietzsches Philosophie des europäischen Nihilismus, Berlin / New York 1992, p. 10-14.
63. ↑  Martin Walter, Jörg Hüttner. Nachweis aus Nicolai Karlowitsch, Die Entwickelung des Nihilismus (1880) und aus Das Ausland (1880). In: Nietzsche-Studien, Vol. 51. 2022, p. 330–333.
64. ↑  Carr, Karen L. 1992. The Banalisation of Nihilism. Albany: State University of New York Press.
65. ↑  F. Nietzsche, KSA 12:6 [25].
66. 1 2  Michels, Steven. 2004. "Nietzsche, Nihilism, and the Virtue of Nature." Dogma. Archived from the original on 2004-10-31.
67. ↑  F. Nietzsche, KSA 12:10 [142].
68. ↑  F. Nietzsche, KSA 13:14 [22].
69. ↑  F. Nietzsche, KSA 12:5 [71].
70. ↑  F. Nietzsche, KSA 12:2 [200].
71. ↑  F. Nietzsche, KSA 12:2 [127].
72. ↑  Rosen, Stanley. 1969. Nihilism: A Philosophical Essay. New Haven: مطبعة جامعة ييل. p. xiii.
73. ↑  F. Nietzsche, العلم المرح: 125.
74. ↑  F. Nietzsche, On the Genealogy of Morals, III:7.
75. ↑  F. Nietzsche, KSA 12:7 [8].
76. ↑  F. Nietzsche, KSA 12:9 [35].
77. ↑  Doomen, J. 2012. "Consistent Nihilism." Journal of Mind and Behavior 33(1/2):103–17.
78. ↑  "Heideggers, Aus-einander-setzung' mit Nietzsches hat mannigfache Resonanz gefunden. Das Verhältnis der beiden Philosophen zueinander ist dabei von unterschiedlichen Positionen aus diskutiert worden. Inzwischen ist es nicht mehr ungewöhnlich, daß Heidegger, entgegen seinem Anspruch auf, Verwindung' der Metaphysik und des ihr zugehörigen Nihilismus, in jenen Nihilismus zurückgestellt wird, als dessen Vollender er Nietzsche angesehen hat." Wolfgang Müller-Lauter, Heidegger und Nietzsche. Nietzsche-Interpretationen III, Berlin-New York 2000, p. 303.
79. ↑  Cf. Heidegger: Vol. I, Nietzsche I (1936-39). Translated as Nietzsche I: The Will to Power as Art by David F. Krell (New York: Harper & Row, 1979); Vol. II, Nietzsche II (1939-46). Translated as "The Eternal Recurrence of the Same" by David F. Krell in Nietzsche II: The Eternal Recurrence of the Same (New York, Harper & Row, 1984).
80. ↑  "Indem Heidegger das von Nietzsche Ungesagte im Hinblick auf die Seinsfrage zur Sprache zu bringen sucht, wird das von Nietzsche Gesagte in ein diesem selber fremdes Licht gerückt.", Müller-Lauter, Heidegger und Nietzsche, p. 267.
81. ↑  Original German: Die seinsgeschichtliche Bestimmung des Nihilismus. Found in the second volume of his lectures: Vol. II, Nietzsche II (1939-46). Translated as "The Eternal Recurrence of the Same" by David F. Krell in Nietzsche II: The Eternal Recurrence of the Same (New York, Harper & Row, 1984).
82. ↑  
"Heidegger geht davon aus, daß Nietzsche den Nihilismus als Entwertung der bisherigen obersten Werte versteht; seine Überwindung soll durch die Umwertung der Werte erfolgen. Das Prinzip der Umwertung wie auch jeder früheren Wertsetzung ist der Wille zur Macht.", Müller-Lauter, Heidegger und Nietzsche, p. 268.
83. ↑  "What remains unquestioned and forgotten in metaphysics is being; and hence, it is nihilistic.", UTM.edu نسخة محفوظة 2010-06-14 على موقع واي باك مشين., visited on November 24, 2009.
84. ↑  Müller-Lauter, Heidegger und Nietzsche, p. 268.
85. ↑  Müller-Lauter, Heidegger und Nietzsche, pp. 272-275.
86. ↑  
Müller-Lauter, Heidegger und Nietzsche, pp. 301-303.
87. ↑  "Er (Vattimo) konstatiert, in vielen europäischen Philosophien eine Hin- und Herbewegung zwischen Heidegger und Nietzsche". Dabei denkt er, wie seine späteren Ausführungen zeigen, z.B. an Deleuze, Foucault und Derrida auf französischer Seite, an Cacciari, Severino und an sich selbst auf italienischer Seite.", Müller-Lauter, Heidegger und Nietzsche, p. 302.
88. ↑  Müller-Lauter, Heidegger und Nietzsche, pp. 303–304.
89. ↑  Deleuze, Nietzsche and Philosophy, p. 34.
90. ↑  Borginho, Jose نسخة محفوظة 2010-01-07 على موقع واي باك مشين. 1999; Nihilism and Affirmation. Retrieved 05-12-07.
91. ↑  Spivak, Chakravorty Gayatri; 1988; Can The Subaltern Speak?; in Nelson, Cary and Grossberg, Lawrence (eds); 1988; Marxism and the Interpretation of Culture; Macmillan Education, Basingstoke.
92. ↑  Reynolds, Jack; 2001; The Other of Derridean Deconstruction: Levinas, Phenomenology and the Question of Responsibility نسخة محفوظة 2011-06-14 على موقع واي باك مشين.; Minerva - An Internet Journal of Philosophy 5: 31–62. Retrieved 05-12-07.
93. ↑  "Nihilism". Encyclopædia Britannica. 3 يناير 2024. مؤرشف من الأصل في 2024-01-19. In the 20th century, nihilism encompassed a variety of philosophical and aesthetic stances that, in one sense or another, denied the existence of genuine moral truths or values, rejected the possibility of knowledge or communication, and asserted the ultimate meaninglessness or purposelessness of life or of the universe.
94. ↑  Crosby، Donald A. (1998). "Nihilism". Routledge Encyclopedia of Philosophy. Taylor and Francis. DOI:10.4324/9780415249126-N037-1. ISBN:9780415250696.
95. ↑  Turner، Jason (2011). "Ontological Nihilism". دار نشر جامعة أكسفورد. DOI:10.1093/acprof:oso/9780199603039.001.0001. ISBN:978-0-19-960303-9. مؤرشف من الأصل في 2019-12-31. اطلع عليه بتاريخ 2019-12-31.
96. ↑  "AskOxford: nihilism". www.askoxford.com. مؤرشف من الأصل في 2005-11-22.
97. ↑  "nihilism". The American Heritage Medical Dictionary. Houghton Mifflin Harcourt. 2008. ص. 363. ISBN:978-0-618-94725-6. مؤرشف من الأصل في 2016-09-11. اطلع عليه بتاريخ 2016-01-27.
98. ↑  "Solipsism and the Problem of Other Minds - Internet Encyclopedia of Philosophy". مؤرشف من الأصل في 2015-10-31. اطلع عليه بتاريخ 2015-11-03.
99. ↑  Cooper، Neil (1973). "Moral Nihilism". Proceedings of the Aristotelian Society. ج. 74 ع. 1973–1974: 75–90. DOI:10.1093/aristotelian/74.1.75. JSTOR:4544850.
100. ↑  "Friedrich Nietzsche § Nietzsche's Mature Philosophy". Encyclopædia Britannica. مؤرشف من الأصل في 2023-12-08. He thought of the age in which he lived as one of passive nihilism, that is, as an age that was not yet aware that religious and philosophical absolutes had dissolved in the emergence of 19th-century positivism.
101. ↑  Crosby، Donald A. (1998). "Nihilism". Routledge Encyclopedia of Philosophy. Taylor and Francis. DOI:10.4324/9780415249126-N037-1. ISBN:9780415250696. Political nihilism calls for the complete destruction of existing political institutions, along with their supporting outlooks and social structures, but has no positive message of what should be put in their place.
102. ↑  Strauss, Leo. 1999. "German Nihilism." Interpretation 26(3):353–378.
103. ↑  Stegenga، Jacob (2018). Medical Nihilism. Oxford, UK: Oxford University Press. ص. 1. ISBN:978-0-19-874704-8.
104. ↑  Smith، Richard (يونيو 2018). "The case for medical nihilism and "gentle medicine"". The BMJ. مؤرشف من الأصل في 2024-02-04.
105. ↑  Danaher، John (12 أبريل 2019). "The Argument for Medical Nihilism". Philosophical Disquisitions. مؤرشف من الأصل في 2023-12-24. اطلع عليه بتاريخ 2019-09-04.
106. ↑  de Micheli, Mario (2006). Las vanguardias artísticas del siglo XX. Alianza Forma. pp. 135-137.
107. 1 2  Tzara, Tristan (December 2005). Trans/ed. Mary Ann Caws "Approximate Man" & Other Writings. Black Widow Press, p. 3.
108. ↑  de Micheli, Mario (2006). Las vanguardias artísticas del siglo XX. Alianza Forma, p. 137.
109. ↑  Adamowicz، E.؛ Robertson، E. (2012). Dada and Beyond, Volume 2 : Dada and Its Legacies. Amsterdam: Brill.
110. ↑  "Nihilism". The University of Tennessee, Martin. 1 أبريل 2012. مؤرشف من الأصل في 2018-01-19. اطلع عليه بتاريخ 2018-01-16.
111. ↑  "Nihilism: Philosophy of Nothingness". 5 يناير 2015. مؤرشف من الأصل في 2023-04-27. اطلع عليه بتاريخ 2018-01-16.
112. ↑  "A Journey into the Realm of Human Destructiveness in Bret Easton Ellis's American Psycho" (PDF). CHAIB, Ahlem, and Yamina GHALEB. 2017. مؤرشف من الأصل (PDF) في 2024-03-25.
113. ↑  ""Manifestations of nihilism in selected contemporary media."" (PDF). Olivier, Marco René. 2007. مؤرشف من الأصل (PDF) في 2023-07-30.
114. ↑  Ravenscroft، Eric (22 مارس 2022). "Everything Everywhere All at Once Perfects Optimistic Nihilism". Wired. مؤرشف من الأصل في 2023-03-22. اطلع عليه بتاريخ 2022-11-09.